# Mona Lisa van het Prado
De Mona Lisa van het Prado is een eigentijdse kopie van het werk dat Leonardo da Vinci schilderde tussen 1503 en 1507. De gebruikte techniek is olieverf op paneel (notenhout), de afmetingen zijn 76 × 57 cm.

## Geschiedenis
Het Prado in Madrid is al zeer lang in het bezit van het werk, een kopie van het beroemde schilderij van Leonardo, dat bewaard wordt in het Louvre in Parijs. Het schilderij werd al in 1666 vermeld in een inventaris van de collectie van het Alcazar. Het was trouwens lange tijd te zien in het museum. Het Prado heeft weinig belangstelling getoond voor deze kopie van de Mona Lisa omdat het volgens hen een van de vele kopieën was die na de dood van Leonardo werden gemaakt. Het werk werd toegeschreven aan een onbekende kunstenaar uit de Nederlanden omwille van het paneel waarop het geschilderd was, waarvan men dacht dat het eik was. Bovendien was de dame geschilderd op een zwarte achtergrond wat aan het geheel een triest, donker uiterlijk gaf.

## Studie en restauratie
In 2010 begon met de studie van dit werk, op vraag van het Louvre, in het kader van de tentoonstelling L’ultime chef-d’œuvre de Léonard de Vinci, la Sainte Anne. Op basis van de interessante resultaten van de vergelijking van de infraroodreflectografie van het paneel van het Prado en het origineel, werd besloten een grondige studie van het werk te maken en het te restaureren.
Bij de restauratie stelde men vast dat het werk geschilderd was op een paneel van notenhout, materiaal dat in Firenze tijdens de renaissance veel werd gebruikt. Het paneel heeft niet de gebruikelijke gesco onderlaag, maar een eerste oranjeachtige onderlaag en daarboven een laag met loodwit. De resultaten van een onderzoek op andere werken van Leonardo, dat recent werd gepubliceerd in de National Gallery Technical Bulletin (nr. 32), wezen uit dat dit type voorbereiding in Leonardo's atelier werd gebruikt voor werken op notenhout.
Men stelde ook vast dat de zwarte achtergrond van het werk niet origineel was maar later werd aangebracht. Chemische analyse van de zwarte laag toonde aan dat er lijnzaadolie was gebruikt als bindmiddel, wat de laag dateert op na 1750. Nog voor de restauratie konden de onderzoekers vaststellen door middel van infrarood reflectografie en door onderzoek van het oppervlak onder strijklicht dat er een landschap onder de zwarte laag was te vinden, wat daarna werd bevestigd met röntgenonderzoek. Bij de verwijdering van deze laag kwam een Toscaans landschap tevoorschijn, dat zeer vergelijkbaar is met het landschap op het origineel van Leonardo, maar niet volledig was afgewerkt.
Bij het onderzoek met infraroodreflectografie legde men de ondertekeningen van het werk uit het Prado vast. Deze ondertekening was zeer gelijkaardig aan de ondertekening die men gevonden had bij het onderzoek van het origineel door het Louvre in 2004. Men kon zelfs vaststellen dat er gelijkaardige wijzigingen aan beide werken werden aangebracht tijdens hun realisatie. Deze gelijkaardige evolutie van het origineel en van de kopie wijzen op een gelijktijdig geschilderde kopie, onder controle van de meester zelf. Ook de afmetingen zijn bijna identiek, 77 x 53 cm voor het origineel en 76 x 57 cm voor de kopie. Miguel Falomir Faus, hoofdcurator voor de Italiaanse en renaissancewerken bij het Prado, heeft bevestigd dat men er bij het Prado niet meer aan twijfelt dat het schilderij werd vervaardigd door een leerling van Leonardo da Vinci, in zijn atelier en tegelijkertijd met het origineel. Dit bevestigt ook wat Martin Kemp schreef over de werkwijze binnen het atelier van Leonardo, en wat ook blijkt uit een brief van Fra Pietro de Novellara aan Isabella d'Este, waarin die beschrijft dat hij twee leerlingen van Leonardo kopieën had zien maken van het werk waar Leonardo mee bezig was.
Het gerestaureerde werk toont een veel frisser beeld van Lisa Gherardini, echtgenote van Francesco del Giocondo, maar de Parijse Gioconda wordt niet echt geflatteerd door de toestand van het schilderij. Het Prado-exemplaar is beter bewaard dan het origineel. Het toont meer details van onder meer de rugleuning van de stoel, de versiering van de halsuitsnijding op de borst van de dame en de sluier over haar linkerschouder. Opmerkelijk is ook dat de Madrileense Mona Lisa wenkbrauwen heeft in tegenstelling tot haar Parijse tweelingzus.
De woordvoerders van het Prado, Miguel Falomir Faus en Gabriele Finaldi, adjunct directeur van de collecties, zeiden dat men meent het schilderij te kunnen toeschrijven aan de omgeving van Salai of misschien aan Francesco Melzi op stilistische gronden.

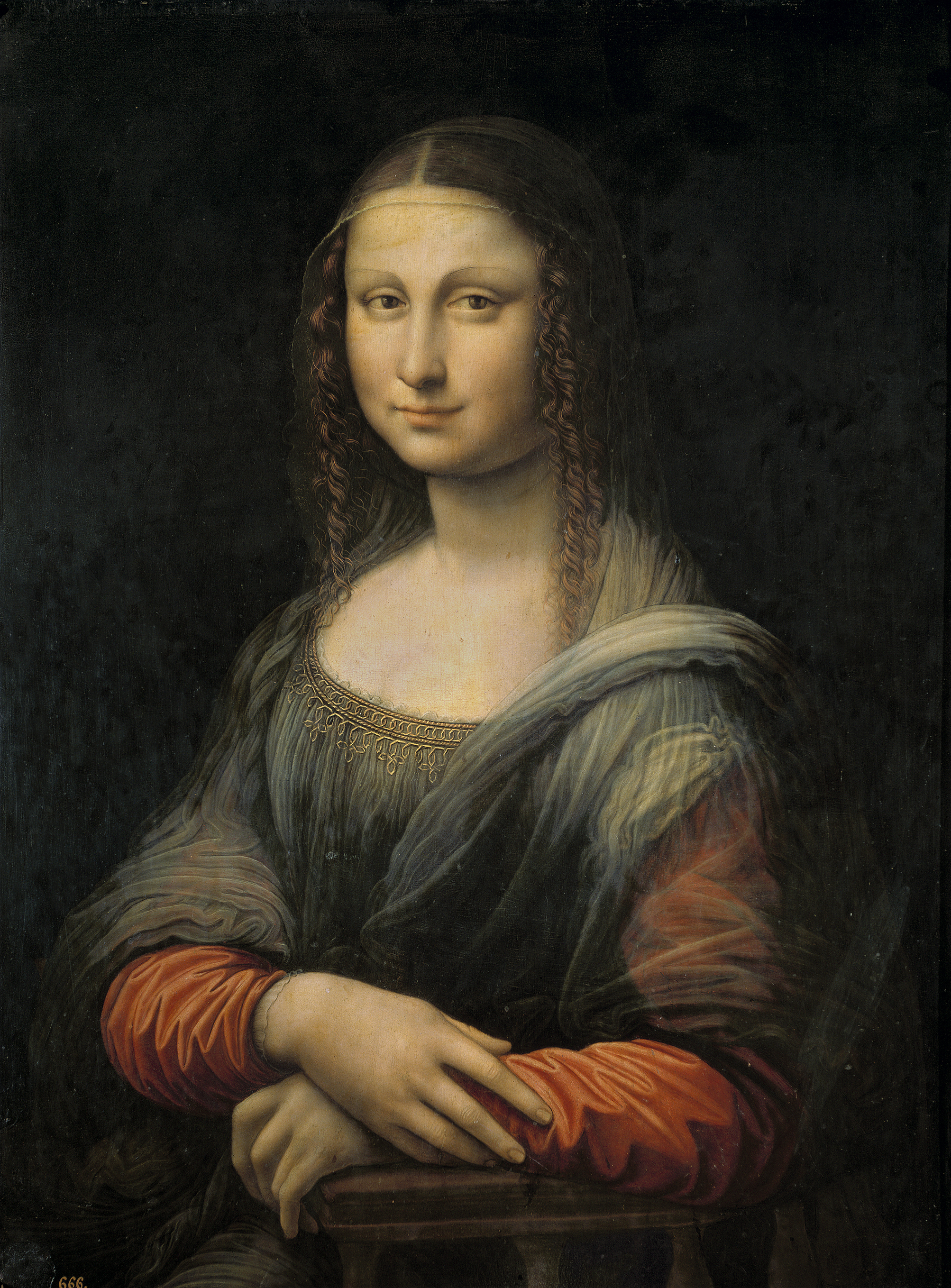
De kopie van de Mona Lisa in het Museo del Prado. Voor restauratie, met zwarte achtergrond.
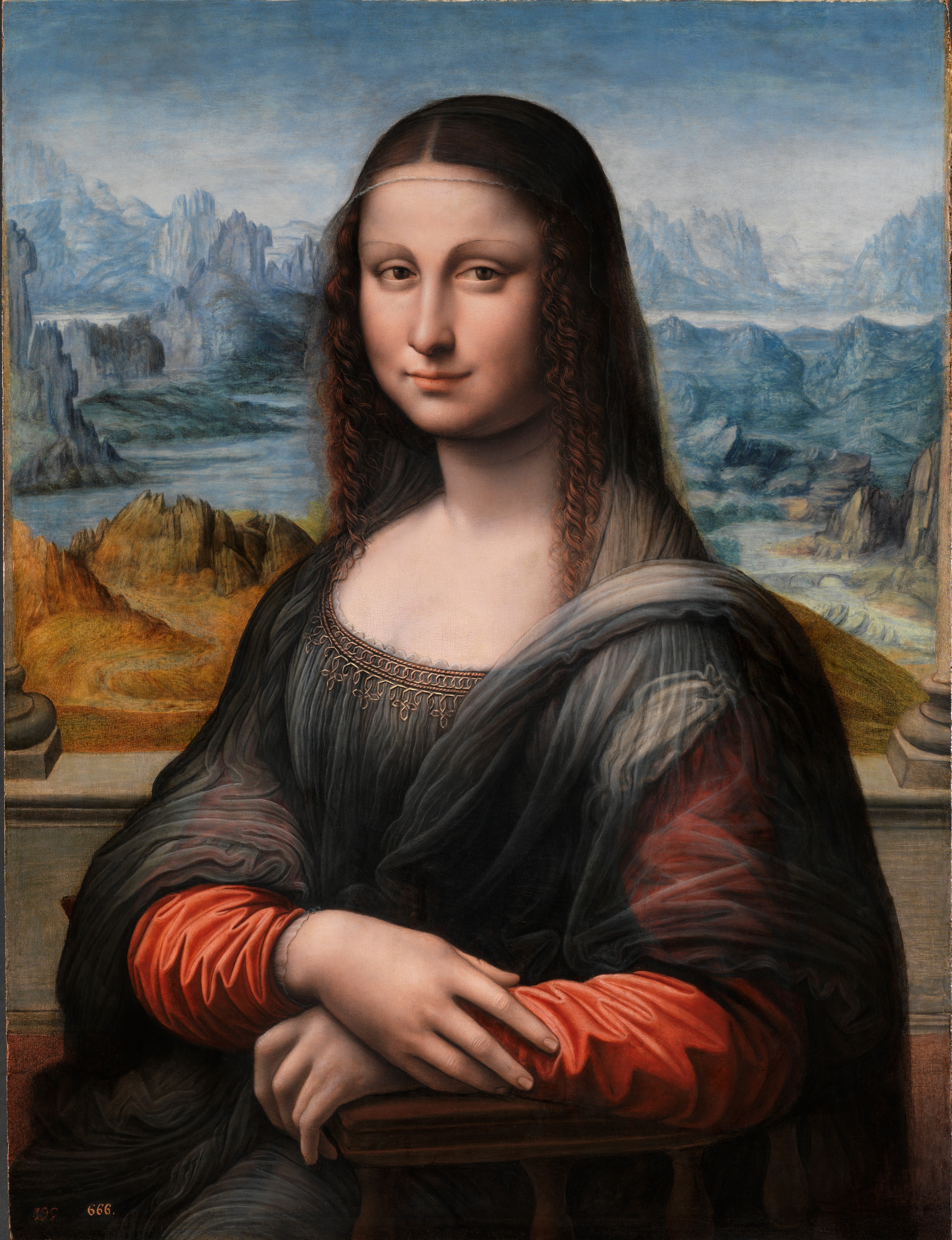
De recent gerestaureerde oudste kopie van de Mona Lisa in het Museo del Prado
Het schilderij van Leonardo da Vinci